# Orm al Regne de la Neu
Orm al Regne de la Neu (títol original en rus, Снежная королева 2: Перезаморозка; transcrit com a Snejnaia koroleva 2: Perezamorozka) és una pel·lícula russa de comèdia fantàstica animada per ordinador en 3D del 2014 produïda per l'estudi d'animació Wizart Animation. Escrit per Aleksei Tsitsilin, Vladímir Nikolàiev, Roman Nepómniasxi, Aleksei Zamislov i dirigida pel mateix Tsitsilin. S'ha doblat al català. És la seqüela de la pel·lícula d'animació de 2012 Snejnaia koroleva.
Produïda per Timur Bekmambétov, Iuri Moskvin, Nikolàiev i Diana Iurinova, la pel·lícula va ser estrenada per la productora Bazelevs a Rússia i la Comunitat d'Estats Independents l'1 de gener de 2015 amb una preestrena internacional durant novembre i desembre de 2014 als Estats Units i al Regne Unit.
La pel·lícula és protagonitzada per les veus en rus de Niüixa com a Gerda i Ivan Okhlobystin com el Rei de les neus amb Gàrik Kharlàmov, Valeria Nikolaieva, Xura Bi-2, Fiódor Dobronràvov, Mikhaïl Tíkhonov, Galina Tiúnina i Ramilià Iskander en papers secundaris.
La producció va començar el 2014, quan els guionistes van començar a redactar-ne una seqüela com a resposta a la rebuda de Snejnaia koroleva. L'animació es va centrar a millorar la qualitat de l'animació de la pel·lícula respecte a la seva predecessora. La pel·lícula es va convertir en la primera pel·lícula russa a situar-se a la taquilla del cap de setmana a un país europeu. La pel·lícula va destacar pel seu bon sentit, els personatges i les batalles.